# Антонио де Оливеира Салазар
Антонио де Оливеира Салазар (порт. António de Oliveira Salazar; Вимиеро, 28. април 1889 — Лисабон, 27. јул 1970) био је португалски економиста и државник који је служио као премијер Португала од 1932. до 1968. године. Био је одговоран за креирање корпоративистичке ауторитарне "Нове државе" која је владала Португалом до 1974. године.
Салазар је био школован економиста а у јавни живот је ушао као министар финансија уз подршку председника Оскара Кармона након португалског државног удара 28. маја 1926. године. Војска 1926. је себе доживљавала као чуваре нације и у року од годину дана, наоружан посебним овлашћењима, Салазар је уравнотежио буџет и стабилизовао португалску валуту. Враћајући ред на националне рачуне, примењујући штедњу, Салазар је произвео први од многих буџетских суфицита, неупоредиву новину у Португалу. За четири године показао се као још напреднији политички чаробњак од економског. Цивилизовао је ауторитарни режим када је политика све више и више земаља постала милитаризована. Циљ Салазара била је деполитизација друштва, а не мобилизација становништва.
Он се противио демократији, комунизму, социјализму, анархизму и либерализму, Салазарова владавина била је конзервативне и националистичке природе. Салазар се дистанцирао од фашизма и нацизма, које је критиковао као ,,пагански цезаризам" који није признавао ни законске, ни верске ни моралне границе. За разлику од Мусолинија или Хитлера, Салазар се током свог живота суздржавао од ослобађања популарних енергија и никада није имао намеру да створи партијску државу. Салазар је био против целопартијског концепта и 1930. године је створио Национални савез која је била владајућа странка до 1974. године коју је он сматрао као ,,нестраначком", најављујући да ће Национални савез бити антитеза политичкој странци. Салазар је промовисао католичанство, али је тврдио да је улога Цркве била социјална, а не политичка, и преговарао о Конкордату из 1940. године који је држао цркву на одстојању. Једна од крилатица Салазоровог режима је била „Deus, Pátria e Família” (са значењем ,Бог, домовина и фамилија"), али Португал никада није претворио у конфесионалну државу. Док су Хитлер и Мусолини милитаризовали и фанатизовали масе, Салазар је демилитаризовао земљу и деполитизовао људе.
Када му је Нова држава омогућио да врши огромне политичке моћи, Салазар је користио цензуру и тајну полицију да угуши опозицију, посебно ону која се односи на комунистички покрет. Подржавао је Франсиска Франка у Шпанском грађанском рату и играо кључну улогу у одржавању Португала и Шпаније неутралним током Другог светског рата, истовремено пружајући помоћ савезницима. Иако није била демократија, Португал је под његовом влашћу учествовала у оснивању важних међународних организација. Португал је била једна од 12 оснивача Организације Северноатлантског споразума (НАТО) 1949. године, придружила се Европској унији за плаћања 1950 године и била је један од оснивача Европске асоцијације за слободну трговину (ЕФТА) 1960. године, и чланица оснивача Организације за економску сарадњу и развој 1961. године. Под његовом влашћу Португал се 1962. године придружио Општем споразуму о царинама и трговини и започео португалски колонијални рат. Доктрина плуриконтинтализма била је основа његове територијалне политике, концепције Португалског царства као јединствене државе која се простирала на више континената.
Нова држава се срушила током Каранфилске револуције 1974. године, четири године након Салазарове смрти. Евалуације његовог режима варирале су, а присталице су хвалиле његове исходе, а критичари негирали његове методе. Међутим, постоји општи консензус да је Салазар био једна од најутицајнијих личности у португалској историји. Последњих деценија ,,португалски историчари користе нове изворе и методе у покушају да се ухвате у коштац са диктатуром која је трајала 48 година".

## Биографија
Родио се 1899. године у месту Вимиеро, у централној Португалији. Породица му је била сиромашна са 11 деце, а он је био једини син. Од 1900. до 1914. године, боравио је у семеништу, размишљајући да постане свештеник, али се предомислио. Никад се није оженио.
Године 1910, укинута је монархија и проглашена Португалска република. Није се превише занимао за политику, иако је вршио неке политичке дужности. У парламент је ушао 1921. године, али га је напустио након годину дана, након само једне седнице. После тога се вратио предавању економије на Универзитету Коимбра. Након државног удара 1926, поновно се вратио у политичке воде.

### Вођа Португалије
Након консолидовања тзв. Националне диктатуре, Салазар је 1932. постао нови премијер државе и 1933. основао Нову Државу, ауторитарни десничарски (у својој раној фази и филофашистички) режим који је контролисао португалски друштвени, политички, и културни живот од 1933. до 1974. године.
Током Шпанског грађанског рата, званично неопредељен, слао је помоћ Франковим националистима у борби против републиканаца. Током Другог светског рата је такође био званично неутралан, али је помагао Савезнике из страха да Велика Британија не окупира португалске колоније у Африци.
Био је и председник Португалије током кратког мандата 1951. године. Жестоко се противио деколонизацији, па је Португалија задржала своје колоније и након његове смрти. Током 1960-их, у португалским колонијама су били активни бројни герилски покрети који су се борили против колонијалне власти. Последњи се португалске власти ослободио Мозамбик 1974. године. Током 1960-их је дозволио одређену слободу штампе, што је узроковало његово погоршање односа с Франсиском Франком.
Повукао се с власти 1968. године, након можданог удара којег је претрпео. С функције премијера га је сменио председник Америко Томаз. Неки извори говоре да је Салазар све до своје смрти у 81. години веровао да је још увек премијер Португалије. Умро је у Лисабону, а сахрањен је у родном месту. На сахрани је учествовало неколико десетина хиљада људи.
Салазарову политику наставио је Марсело Каитано, све до тзв. Револуције каранфила, 25. априла 1974. године.